# Marsa Football Club
El Marsa Football Club és un club de futbol maltès de la ciutat de Marsa.

## Història
El club va ser fundat l'any 1920. A nivell europeu, el club va participar en la Copa de la UEFA 1971-72 i ha participat en diverses ocasions a la primera divisió maltesa.